# Jupiter Albufeira Hotel
O Jupiter Albufeira Hotel, antigo Hotel Montechoro localiza-se em Montechoro, Albufeira. Foi mandado construir nos anos de 1970 pelo Comendador José Maria Duarte Júnior e abriu em 1978. O hotel foi adquirido pelo grupo Jupiter que fez obras e que passou a ser um hotel de 5 estrelas .